# Philippe Gustin
Pour les articles homonymes, voir Gustin.
Philippe Gustin (né le 24 mars 1960 à Châlons-sur-Marne) est un diplomate, haut fonctionnaire et préfet français.

## Biographie
Philippe Gustin est issu d'une famille de bouilleurs de cru de Fougerolles en Haute-Saône, qui vécurent depuis le début du XVIIIe siècle du commerce du kirsch.
Il termine sa scolarité secondaire au lycée Claude-Mathy de Luxeuil-les-Bains.
En 1977, il intègre l'école normale de Vesoul, dont il sort instituteur en 1979. Il mènera dès lors en parallèle une carrière d'enseignant en Allemagne (Office franco-allemand pour la jeunesse, puis Direction de l'enseignement français en Allemagne) ensuite dans le réseau français de coopération et d'action culturelle relevant du ministère des Affaires étrangères, en Hongrie (à l’Institut français de Budapest) et en Autriche (bureau de coopération linguistique, éducative et universitaire de l'ambassade de France). et des études d'histoire. Il soutient en 1991 une thèse de doctorat en histoire sociale préparée sous la direction de Maurice Gresset (d) sur le thème : « Die Familienregister der Stadt Landau ». Il obtient également une maîtrise de FLE.
Il passe le concours de l'École nationale d'administration en 1998 (promotion Nelson Mandela 2001).

### Carrière professionnelle et politique
À la sortie de l'ENA, il est successivement, sous-préfet de Cosne-sur-Loire, secrétaire général de la préfecture de Mayotte, chef du bureau au ministère de l'Intérieur puis directeur de cabinet du préfet de l'Isère.
De février 2012 à mai 2014, il est ambassadeur de France en Roumanie.
En juin 2014, il suit Luc Chatel, nommé secrétaire général par intérim de l'UMP, en tant qu'administrateur délégué du parti avec pour mission de remettre à flot les finances et de préparer les élections à la présidence de décembre 2014. Il est qualifié par L'Express de « Monsieur Économies de l'UMP ». Le journal L'Opinion le décrit ainsi : « Durant un peu moins de six mois, c'est lui qui dans l'ombre, va faire tourner une machine au bord du gouffre ».
Il est par ailleurs nommé en mai 2015, coordinateur de l'Union des Français de l'étranger pour les pays de la 7e circonscription des Français de l'étranger. En juin 2016, il est investi par Les Républicains pour cette circonscription, en vue des élections législatives de 2017. Il termine quatrième avec 8,16 % des voix.
Le 14 septembre 2017, il est nommé délégué interministériel pour la reconstruction des îles de Saint-Barthélemy et de Saint-Martin après l'ouragan Irma. Le 9 mai 2018, il est nommé préfet de Guadeloupe tout en conservant ses fonctions de délégué interministériel.
En juillet 2020, Philippe Gustin est nommé directeur de cabinet du ministre des Outre-Mer Sébastien Lecornu au sein du gouvernement Castex nouvellement formé.
En mai 2022, il suit Sébastien Lecornu, devenu ministre des Armées, comme directeur de son cabinet civil et militaire.
Le 21 août 2023, il est nommé préfet de la région Bretagne, préfet de la zone de défense et de sécurité Ouest et préfet d'Ille-et-Vilaine.
Le vendredi 26 janvier 2024, Philippe Gustin accuse l'université Rennes 2 de ne pas agir face à des « terroristes » après une contestation étudiante contre la loi immigration. Une accusation mal reçue par l'université et qui, selon sa présidence, stigmatise toute la communauté universitaire rennaise.
Depuis le 1er octobre 2024, Philippe Gustin est directeur de cabinet de la ministre de l'agriculture, de la souveraineté alimentaire et de la forêt.

## Récompenses et distinctions

### Décorations
- Chevalier de la Légion d'honneur (31 décembre 2018)[18]
- Officier de l'ordre national du Mérite (7 juin 2024)[19]
- Chevalier de l'ordre des Palmes académiques
- Commandeur de l'ordre du Mérite agricole, de droit en tant que directeur de cabinet de la ministre de l'Agriculture (2024)[20],[21].
- Médaille de la Défense nationale, échelon or avec agrafe « Défense »
- Médaille de la sécurité intérieure, argent avec agrafe « Sécurité civile » (2024)[22]